# 원뿔

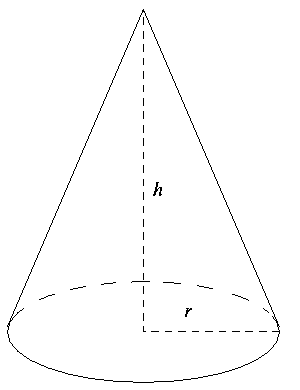
반지름이 이고 높이가 인 원뿔.

원뿔(圓-, 영어: cone)은 밑면이 원인 3차원 도형이다. 또한 원뿔은 각뿔과 비슷하지만 밑면이 다각형이 아닌 원이기 때문에, 각뿔은 아니다. 그리고 원뿔은 곡면이 될 수도 있고, 입체가 될 수도 있다. 입체로서의 원뿔은 하나의 원과 원의 평면 위에 있지 않은 한 정점이 주어졌을 때, 정점과 원둘레 위의 각 점을 선분으로 이어서 만들어진 곡면과 처음의 원으로 둘러싸인 도형을 말한다. 2개의 꼭짓점끼리 맞붙인 입체는 원뿔 곡선을 정의하는데 유용하다. 꼭짓점과 밑면의 중심을 잇는 직선이 밑면에 직교하는 원뿔을 "직원뿔"이라 하고, 그렇지 않은 원뿔을 "빗원뿔"이라고 한다. 보통 원뿔이라고 할 때는 직원뿔을 말한다.

## 공식
반지름이 {\displaystyle r}이고 높이가 {\displaystyle h}인 원뿔의 부피와 겉넓이는 다음과 같다.
{\displaystyle V={\frac {1}{3}}\pi r^{2}h}
{\displaystyle A=\pi r^{2}+\pi r{\sqrt {r^{2}+h^{2}}}=\pi r(r+{\sqrt {r^{2}+h^{2}}})}
- 원뿔의 겉넓이 (부채꼴의 넓이)

{\displaystyle \pi \left({\sqrt {r^{2}+h^{2}}}\right)^{2}\cdot {{2\pi r} \over {2\pi \left({\sqrt {r^{2}+h^{2}}}\right)}}}
{\displaystyle =\pi \left({\sqrt {r^{2}+h^{2}}}\right)^{2}\cdot {{{\cancel {2\pi }}r} \over {{\cancel {2\pi }}\left({\sqrt {r^{2}+h^{2}}}\right)}}}
{\displaystyle ={{\pi \left({\sqrt {r^{2}+h^{2}}}\right)^{2}\cdot {r}} \over {\left({\sqrt {r^{2}+h^{2}}}\right)}}}
{\displaystyle ={\pi {\sqrt {r^{2}+h^{2}}}\cdot {r}}}
{\displaystyle =\pi r{\sqrt {r^{2}+h^{2}}}}
- {\displaystyle A={1 \over 2}{\color {red}{r}}l}

{\displaystyle r}은 밑면의 반지름, {\displaystyle h}는 원뿔의 높이,{\displaystyle l=2\pi {\displaystyle {\color {red}{r}}}\cdot {x^{\circ } \over 360^{\circ }}}, {\displaystyle l}은 호의 길이,{\displaystyle {\color {red}{r}}}은 호{\displaystyle l}의 원의 반지름
{\displaystyle }
{\displaystyle \therefore \;A=\pi r^{2}+{\pi \left({\sqrt {r^{2}+h^{2}}}\right)^{2} \over 4}=\pi r^{2}+{\pi ({r^{2}+h^{2}}) \over 4}}
{\displaystyle \therefore \;A=\pi r^{2}+{\pi \left({\sqrt {r^{2}+h^{2}}}\right)^{2} \over {{x^{\circ }} \over {360^{\circ }}}}=\pi r^{2}+{\pi ({r^{2}+h^{2}}) \over {{x^{\circ }} \over {360^{\circ }}}}}

## 같이 보기
- 원뿔 곡선
- 활꼴
- 원기둥
- 각기둥
- 평행육면체
- 구
- 구면기하학
- 삼각함수